# 庄司乙吉
庄司 乙吉（しょうじ おときち、1873年（明治6年）5月18日 - 1944年（昭和19年）11月10日）は、日本の実業家である。東洋紡績の社長を務めた。

## 経歴・人物
秋田県の生まれ。1897年（明治30年）に東京高等商業学校（現在の一橋大学）卒業後、大日本綿糸紡績同業連合会に入りインドのボンベイ（現在のムンバイ）駐在員や書記長を歴任した。1912年（大正元年）には大阪紡績に転勤し支配人を務め、1917年（大正6年）からは東洋紡績に社名変更し取締役や副社長も務める。1919年（大正8年）には第1回国際労働会議に出席したカネボウ（現在のクラシエホールディングス）の社長を務めた武藤山治の顧問を務めるために渡米したが、帰国後の1923年（大正12年）にアナキズム運動に関わった「ギロチン団」に狙撃される。
1925年（大正14年）には中国で開かれた特別関税会議の随員となり、1935年（昭和10年）には東洋紡績の社長を務め以後1940年（昭和20年）に退任するまでその職にあたった。退任後は同社の会長や紡連に復帰して委員長を務め、1937年（昭和12年）に日米綿業会談が開催された際には日本代表として出席する。その後は日蘭民間会商の日本代表や日本綿業倶楽部（現在の綿業会館）の会長等も歴任した。